# Lo slott
Lo slott eller Loholms borg är en slottsruin i Långareds socken, på den lilla ön Loholmen i sjön Anten. Slottet blev ersatt av Gräfsnäs slott.

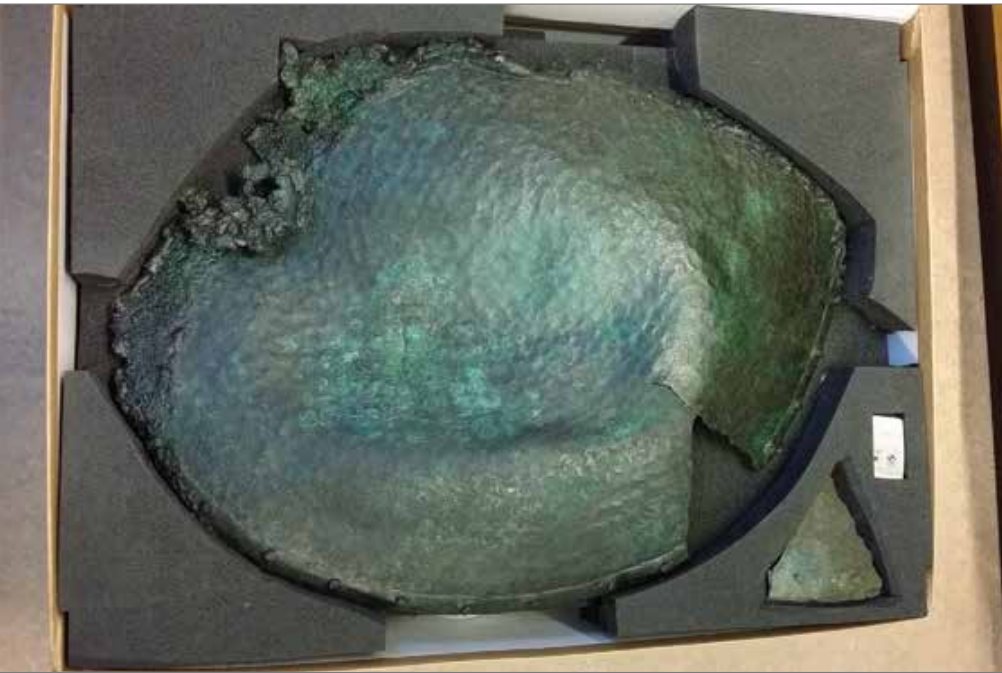
Kopparfat eller rest av vapensköld från Loholmens borg. Svårt brandskadad. Hittades 2013. (Foto av Mats Hellgren, Lödöse museum)

## Historia
På Loholmen finns ruinerna av Loholmens borg, föregångare till Gräfsnäs slott. Resterna av en 200 meter lång och 4 meter bred bro som ledde ut till borgen från fastlandet har genom dendrokronologisk undersökning daterats till 1301. Troligen reparerades bron omkring 1495 under riksrådet Erik Abrahamsson Leijonhufvuds tid på Loholm. Tegel från källarvalven har bedömts vara slaget på 1200-talet. 
Borgen var omkring 700 kvadratmeter i markplanet, större än både Dala hus, Torpa stenhus och det senare Glimmingehus. Själva huvudbyggnaden har varit uppförd av sten med måtten 35 x 20 meter, byggd på olika höjdplatåer med två källare med tak och golv av tegel. Väster om huvudbyggnaden ligger vad man tror har varit ett kärntorn som varit sju meter i diameter. Borggården uppskattas till att ha varit 60 x 50 meter och omgärdad av stenmurar. Borgen har troligen haft två kvadratiska torn och en brunn i förborgen.
På 1550-talet användes sten från borgen när Gräfsnäs slott uppfördes. Under en utgrävning sommaren 2011 hittades rester av en mur, samt ett metallföremål som man tror är ett gångjärn. Vid utgrävningar i skiftet juni-juli 2012 har man troligen bevisat att borgen brändes istället för att ha, som man tidigare trott, plundrats för material till Gräfsnäs slott. Man har ännu inte[när?] undersökt det funna materialet.

### Stenålder

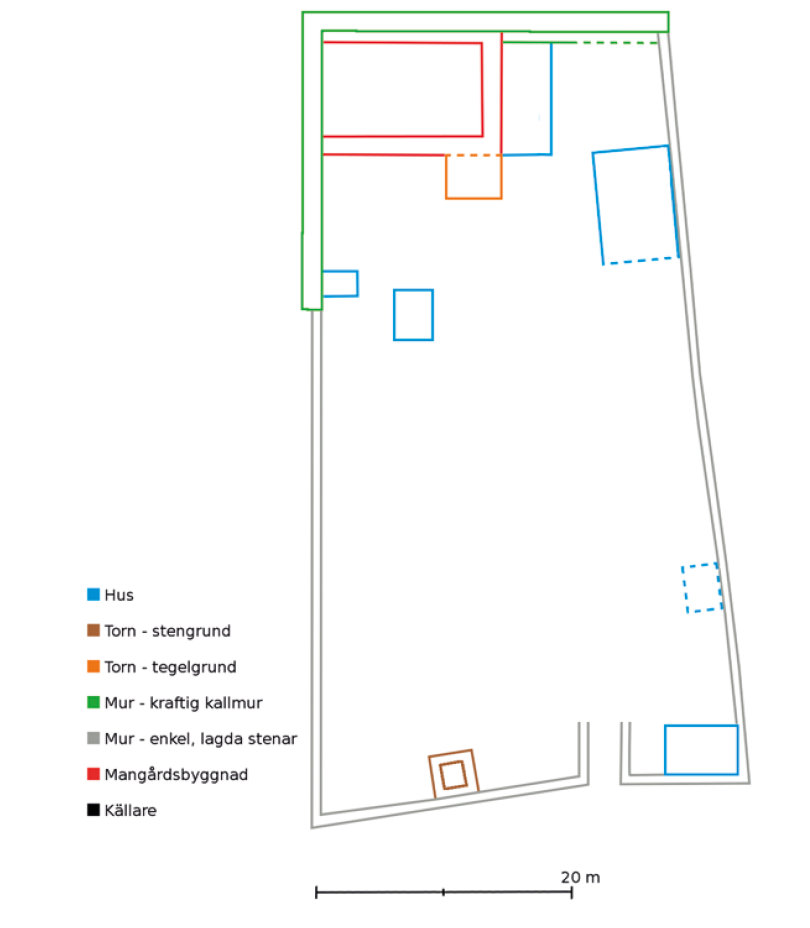
Plan över borgen så som framkommit genom undersökningarna 2011-2013. (Från Lödöse museum)

På Loholmen har det daterats kol tillbaka till folkvandringstiden, och man har hittat stora mängder flinta på ön. Detta kan betyda att ön har varit bebyggd redan i förhistorisk tid.

### Medeltiden
På 1300-talet ägdes Loholmens borg av Gudmar Magnusson (omnämnd 1291–1313), även känd som greve Gomer. Han var lagman i Västergötland. Gudmar Magnusson tillhörde ätten Boberg / Hjorthufvud, med Sveriges äldsta kända vapensköld från 1219. Han hade två söner, Magnus och Ulf. De gifte sig med döttrarna till Birger Persson på Finsta. Magnus fru var Katarina och Ulf gifte sig med Birgitta, som blev känd som heliga Birgitta.
Från 1512 ägdes borgen av Erik Abrahamsson Leijonhufvud den äldre (halshuggen vid Stockholms blodbad 1520). Han var far till Gustav Vasas andra hustru Margareta Leijonhufvud (1516-1551), som bodde på Loholmen, och hennes bror, sedermera Sten Eriksson (Leijonhufvud) som skrev sig herre till Loholmen, och efter att han blev friherre 1561, skrev sig friherre till Gräfsnäs.
Slottet blev sedan ersatt av Gräfsnäs slott.

### Otryckta källor
- Bergsstrand, T. Loholmens borgruin Raä 2 Långareds socken Alingsås kommun. Bohusläns museum Rapport 2003:31.
- Djurklou. Anteckningar från inventering på Loholmen. 1868
- Marek, R. Markradarundersökningar på Loholmen. Vattenfall. Rapport 2011.
- Ní Chíobhaín, D. Loholmen. Marinarkeologisk förundersökning. Långared 2:1 och 2:2, Långareds socken, Alingsås kommun. Bohusläns museum Rapport 2010:53.
- Olsson, H. Provgrävning inom Loholmens borgruin. 1937
- Riksantikvarieämbetets digitala fornminnesinformationssystem (FMIS).
- Åhman, A. Borg och kvarn på Loholmen. Arkeologisk delundersökning på ön Lohomen i sjön Anten, Alingsås kommun. Lödöse museum Rapport 2012:14.
- Morner, Pernilla & Åhman, Andreas. Den medeltida borgen på Loholmen Arkeologisk forskningsundersökning på ön Loholmen i sjön Anten, Alingsås kommun Lödöse museum Rapport 2013:6